# Bear Tooth
Bear Tooth, auch The Bear’s Tooth, Bear’s Tooth oder Bears Tooth (engl. für „Bärenzahn“), ist ein 3069 m hoher Gipfel in der Alaskakette in Alaska (USA).

## Geografie
Der Gipfel befindet sich in einem Felsmassiv im westlich-zentralen Abschnitt der Alaskakette 23,3 km südöstlich vom Denali. Bear Tooth ist über einen 2880 m hohen Sattel mit dem etwa 640 m nordnordwestlich gelegenen etwas höheren Mooses Tooth verbunden. Er bildet aufgrund der niedrigen Schartenhöhe dessen Nebengipfel und wurde früher auch als dessen Südgipfel bezeichnet. Nach Süden setzt sich der Berggrat über die Gipfel Eye Tooth und Sugar Tooth fort. Die Great Gorge, ein Abschnitt des Ruth-Gletschers, verläuft westlich des Bear Tooth. An der Ostflanke des Bear Tooth liegt das Nährgebiet des Buckskin-Gletschers. Es führen mehrere anspruchsvolle Kletterrouten hinauf zum Gipfel.

## Besteigungsgeschichte
Die Erstbesteigung gelang im Jahr 1973 einer US-amerikanischen Bergsteigergruppe bestehend aus Margaret Young, Dave Lunn und Dave O’Neil. Die Aufstiegsroute führte vom Ruth-Gletscher zum Sattel zwischen Mooses Tooth und Bear Tooth und weiter zum Gipfel.